# Madeleine Robinson
Pour les articles homonymes, voir Robinson.
Madeleine Yvonne Svoboda, dite Madeleine Robinson, née le 5 novembre 1917 dans le 6e arrondissement de Paris et morte le 1er août 2004 à Lausanne (Suisse), est une actrice franco-tchèque naturalisée suisse.

## Biographie

### Naissance et famille
Fille de Suzanne Marie Boura, ménagère demeurant 23 rue Léon-Cladet à Sèvres, Madeleine Yvonne naît le 5 novembre 1917 47 rue Jacob, à l'Hôpital de la Charité, dans le 6e arrondissement de Paris.
Elle est reconnue par son père, Victor Svoboda, le 11 juin 1920 à Paris 6e puis par sa mère Suzanne Marie Boura le 6 décembre 1924 à Paris 18e.
Son père et sa mère sont des immigrés tchèques venus très jeunes en France. Son père est ouvrier pâtissier et sa mère receveuse de tramway.

### Enfance
Madeleine a trois frères et elle passe sa prime jeunesse au Pré-Saint-Gervais, une banlieue au nord-est de Paris (Seine-Saint-Denis), dans un minuscule 2 pièces au 3e étage d'un immeuble. Elle dort avec son frère Serge sur un lit de camp datant de la Première Guerre mondiale. À 5 ans elle est mise en pension à Marines dans le Vexin Français. Puis elle part pour l'Italie. 4 ans plus tard elle revient, en compagnie de son frère Serge, coureur cycliste, à Marines où elle passe, et réussit avec la mention très bien, son certificat d'études primaires. Ses parents se séparent lorsqu'elle a dix ans et la famille, très pauvre, se serre dans deux petites pièces sur cour. De ce fait, Madeleine commence à travailler dès l'âge de 14 ans comme ouvrière en usine puis comme vendeuse et bonne à tout faire.

### Parcours
Elle se présente au Conservatoire où elle est refusée. Puis elle est admise comme auditrice libre (étant donné qu'elle a peu de ressources) par Charles Dullin pour suivre les cours d'art dramatique qu'il dispense dans son Théâtre de l'Atelier. Pour subvenir à ses besoins, elle pose comme modèle pour des photos et commence à faire un peu de figuration.
Comme elle l'écrit dans ses mémoires, elle choisit le pseudonyme « Robinson » après avoir d'abord songé à « traduire littéralement mon nom [Svoboda] et m'appeler Madeleine Liberté ? Difficile à une époque où la bourgeoisie avait si peur des rouges », puis à un mot représentatif de liberté, ce qui aurait donné « Madeleine Bastille, joli, bien sonnant, mais ridicule en un temps où l'omnibus du même nom était encore très populaire ». Elle en arrive finalement au souvenir de ses lectures d'enfance, notamment de Robinson Crusoé, « je gardais de lui l'image d'un homme libre ».

### Carrière au cinéma et à la télévision
Sa carrière devant la caméra commence en 1934 dans Tartarin de Tarascon, film réalisé par Raymond Bernard suivi d'un premier rôle dans Mioche de Léonide Moguy en 1936.
Elle tourne ensuite dans 80 films au cinéma et dans de nombreux feuilletons télévisés et téléfilms (sa dernière apparition à l'écran eut lieu en 1995 dans L'Enfant en héritage, téléfilm réalisé par Josée Dayan).
Dès les années 1930, la carrière de Madeleine Robinson est prolifique. Elle est notamment Grisou dans le film de Maurice de Canonge réalisé en 1938.
Durant les années 1940, elle tient notamment des rôles dans les films Douce de Claude Autant-Lara en 1943 et La Grande Maguet en 1947 puis partage la tête d'affiche de nombreux films avec de célèbres acteurs, comme en 1948 pour les films Entre onze heures et minuit avec Louis Jouvet ou Une si jolie petite plage aux côtés de Gérard Philipe et sous la direction d’Yves Allégret.
Actrice de premier plan durant les années 1950, elle domine Dieu a besoin des hommes (1950) de Jean Delannoy qu’elle retrouvera l’année suivante pour Le Garçon sauvage qui lui permet de remporter la Victoire du cinéma français 1952. Suivront notamment L'Homme de ma vie (1952) avec Jeanne Moreau, Leur dernière nuit (1953) avec Jean Gabin, Le Couteau sous la gorge (1955) avec Jean Servais ou encore À double tour (1959) réalisé par le jeune Claude Chabrol avec Jean-Paul Belmondo. Elle reçoit pour ce film la Coupe Volpi pour la meilleure interprétation féminine à la Mostra de Venise 1959.
Durant la décennie suivante, Madeleine Robinson participe entre autres au film Le Gentleman d'Epsom en 1962 de Gilles Grangier avec Jean Gabin et Louis de Funès ou encore le film à sketches Le Diable et les Dix Commandements réalisé par Julien Duvivier où elle côtoie les plus grandes vedettes de l’époque.
Devenant par la suite un solide second rôle, elle impressionne souvent avec des rôles de femme de tête comme dans Une histoire simple de Claude Sautet en 1978, J'ai épousé une ombre de Robin Davis en 1982 ou encore Camille Claudel de Bruno Nuytten en 1988.
À partir des années 1980, la comédienne est aussi très présente à la télévision dans de nombreux téléfilms où elle est notamment dirigée par Jean-Claude Brialy, Yves Boisset ou Robin Davis.

### Carrière au théâtre

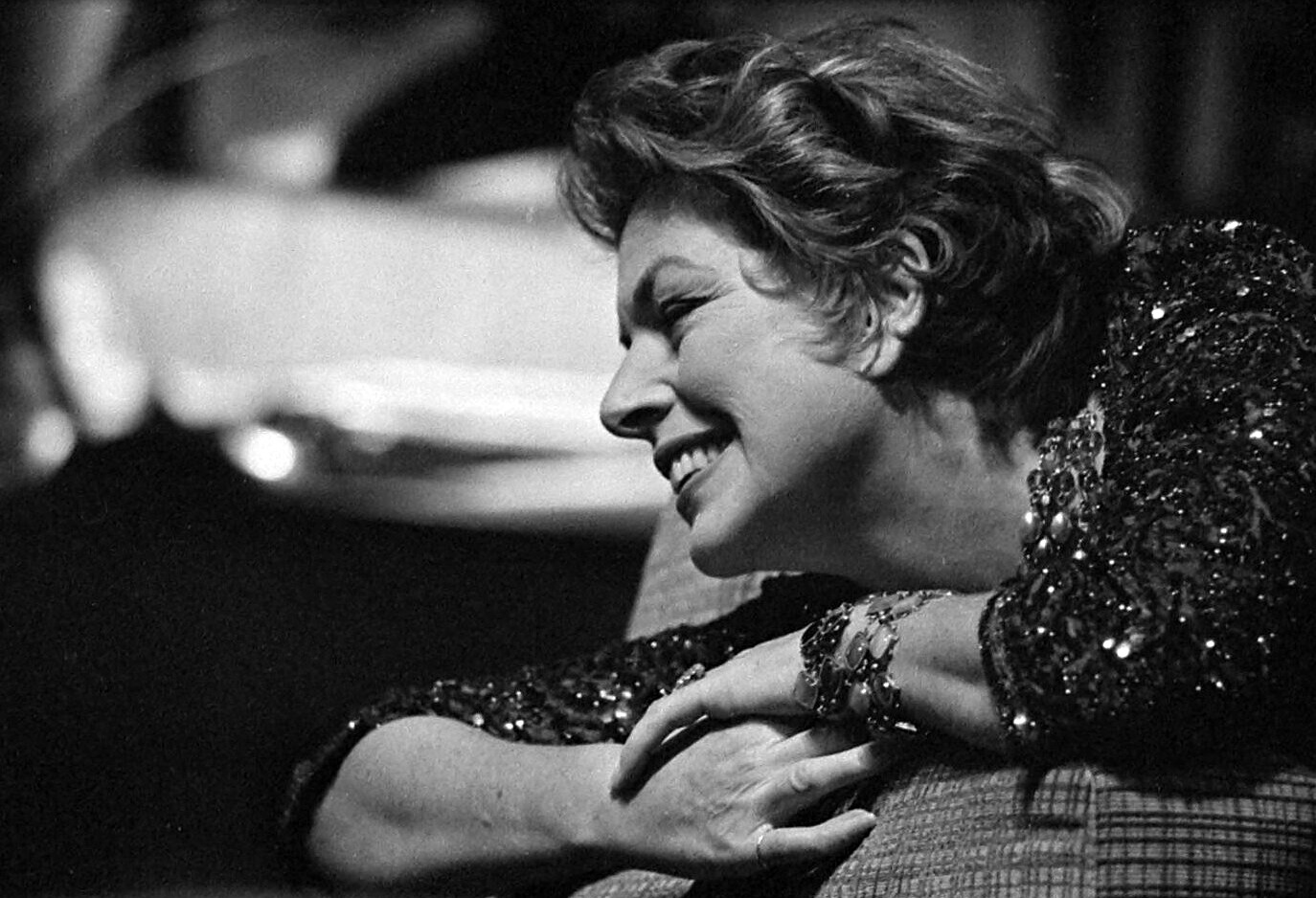
Madeleine Robinson dans Qui a peur de Virginia Woolf ? d'Edward Albee, Théâtre de la Renaissance, 1964.

Parallèlement à sa carrière pour le septième art, Madeleine Robinson a également brûlé les planches et joué dans un grand nombre de pièces de théâtre, notamment trois grands succès, Un tramway nommé Désir, de Tennessee Williams, adapté par Jean Cocteau en 1950, Adorable Julia d'après Somerset Maugham (pièce représentée à plusieurs reprises entre 1954 et 1972, avec télédiffusion), et Noix de coco de Marcel Achard (1960, avec télédiffusion).
Elle a aussi incarné « Martha » dans la pièce Qui a peur de Virginia Woolf ? d’Edward Albee, mise en scène par Franco Zeffirelli, une production qui provoqua une polémique, « l'affaire Virginia Woolf », à cause des difficultés relationnelles de l'actrice avec son partenaire Raymond Gérôme, d'où une légende qui attribua « un sale caractère » à Madeleine Robinson. Elle est récompensée pour cette pièce par le Prix de la meilleure comédienne du Syndicat de la critique (1965).On retiendra également la reprise notable des Parents terribles de Jean Cocteau, où elle joue « la tante Léo » avec Jean Marais comme partenaire et metteur en scène (1977).
Elle reçoit en 2001 un Molière d'honneur pour l'ensemble de sa carrière. La comédienne était en outre Officier de la légion d'honneur, de l'ordre national du mérite et commandeur des Arts et des Lettres.

### Vie privée
Madeleine Robinson se marie à Marseille le 24 décembre 1940 avec l'acteur Robert Dalban (dont elle a eu un fils, Jean-François, né en 1941). Par jugement du tribunal de la Seine, le couple divorce le 16 juillet 1946.
Elle se remarie le 16 avril 1947 à Chennevières-sur-Marne avec Guillaume Robert Amestoy (mariage célébré dans la stricte intimité ; ils étaient domiciliés au 28 rue de Champigny). Le couple divorce le 21 juillet 1950.
Elle a vécu ensuite avec l'acteur-écrivain espagnol José Luis de Vilallonga, puis avec Jean-Louis Jaubert. De sa relation avec ce dernier, chanteur des Compagnons de la chanson, elle a eu une fille, Sophie-Julia (1955-1993), décédée à 38 ans du sida et pour laquelle, malgré le chagrin, elle témoignera à la télévision.
Retirée depuis des années à Montreux en Suisse, elle meurt à Lausanne le 1er août 2004 à l'âge de 86 ans. Elle est incinérée.

## Filmographie

### Cinéma

#### Années 1930
- 1934 : Tartarin de Tarascon de Raymond Bernard : une dame au casino
- 1935 : Promesses de René Delacroix
- 1935 : Les Beaux Jours de Marc Allégret
- 1935 : La Fille de madame Angot de Jean Bernard-Derosne : l'amoureuse
- 1936 : Le Mioche de Léonide Moguy : Denise Mériel, la mère
- 1936 : L'Assaut de Pierre-Jean Ducis : Georgette
- 1937 : Nuits de feu de Marcel L'Herbier : Macha, la tzigane
- 1937 : L'Homme à abattre de Léon Mathot : Andrée Ruval
- 1937 : L'Innocent de Maurice Cammage : Lisette
- 1938 : Gosse de riche de Maurice de Canonge : Simone Maravon
- 1938 : Le Capitaine Benoît de Maurice de Canonge : Denise Benoît
- 1938 : Tempête sur l'Asie de Richard Oswald : Suzanne
- 1938 : Grisou de Maurice de Canonge : la Loute
- 1938 : La Cité des lumières de Jean de Limur : Madeleine Pascard

#### Années 1940
- 1940 : La Nuit merveilleuse de Jean-Paul Paulin : la réfugiée
- 1942 : Promesse à l'inconnue d'André Berthomieu : Françoise Parker
- 1942 : La Croisée des chemins d'André Berthomieu : Henriette Rouvray
- 1943 : Douce de Claude Autant-Lara : Irène Comtat
- 1943 : Lumière d'été de Jean Grémillon : Michèle
- 1945 : Sortilèges de Christian-Jaque : Marthe
- 1947 : Les Chouans d'Henri Calef : Madame du Gua
- 1947 : Le Fugitif de Robert Bibal : Simone Bréville
- 1947 : La Grande Maguet de Roger Richebé : Catherine Maguet dite « la grande Maguet »
- 1948 : Le Cavalier de Croix-Mort (Une aventure de Vidocq) de Lucien Ganier-Raymond : Élisabeth d'Anthar
- 1948 : Les Frères Bouquinquant de Louis Daquin : Julie
- 1948 : Entre onze heures et minuit d'Henri Decoin : Lucienne
- 1948 : Une si jolie petite plage d'Yves Allégret : Marthe
- 1949 : Le Mystère Barton de Charles Spaak : Lucy
- 1949 : On ne triche pas avec la vie de René Delacroix & Paul Vandenberghe : doctoresse Louise Montivier
- 1949 : Vedettes en liberté (court métrage) de Jacques Guillon : simple participation

#### Années 1950
- 1950 : L'Invité du mardi de Jacques Deval : Fernande Josse, alias Minou
- 1950 : Dieu a besoin des hommes de Jean Delannoy : Jeanne Gourvennec
- 1951 : Le Garçon sauvage de Jean Delannoy : Marie
- 1952 : L'Homme de ma vie de Guy Lefranc : Madeleine Dubreuil
- 1952 : Seuls au monde de René Chanas : Geneviève
- 1953 : Je suis un mouchard de René Chanas : Mado
- 1953 : Leur dernière nuit de Georges Lacombe : Madeleine Marsan
- 1953 : Minuit quai de Bercy de Christian Stengel : Irène Cazenave
- 1954 : L'Affaire Maurizius de Julien Duvivier : Elisabeth Maurizius
- 1955 : Le Couteau sous la gorge de Jacques Séverac : Mado
- 1955 : Les Chiffonniers d'Emmaüs de Robert Darène : Mme Vatier
- 1956 : Les Possédées de Charles Brabant : Agata
- 1956 : Mannequins de Paris d'André Hunebelle : Véronique Lanier
- 1957 : Les Louves de Luis Saslavsky : Julia Pradal
- 1958 : La Bonne Tisane d'Hervé Bromberger : Maine Lecomte
- 1959 : Péché de jeunesse de Louis Duchesne & René Thévenet : Mathilde Belin
- 1959 : À double tour de Claude Chabrol : Thérèse Marcoux

#### Années 1960
- 1960 : Les Arrivistes ou La Rabouilleuse de Louis Daquin : Flore Brazier
- 1961 : Jour après jour (Giorno per giorno disperatamente) d'Alfredo Giannetti : Tilde
- 1961 : Le Goût de la violence de Robert Hossein : Bianca
- 1962 : La Croix des vivants d'Ivan Govar : Madame Van Domeck
- 1962 : Leviathan de Léonard Keigel : Madame Londe
- 1962 : Le Gentleman d'Epsom de Gilles Grangier : Maud
- 1962 : Le Diable et les Dix Commandements de Julien Duvivier, épisode Tes père et mère honoreras / Tu ne mentiras point : Germaine Messager
- 1962 : Le Procès (The trial) d'Orson Welles : Madame Grubach
- 1962 : La Salamandre d'or (Il Paladino della corte di Francia) de Maurice Régamey : Louise de Savoie
- 1963 : Couple interdit (El juego de la verdad) de José María Forqué : Lucia Bernardo
- 1964 : Voir Venise et crever (Agent spécial à Venise) d'André Versini : Madame Trégard
- 1964 : Un gosse de la butte (Rue des Cascades) de Maurice Delbez : Hélène
- 1965 : Piège pour Cendrillon d'André Cayatte : Jeanne Mureau
- 1966 : Un monde nouveau de Vittorio De Sica : la femme riche
- 1966 : Le Voyage du père de Denys de La Patellière : la tenancière du Trianon

#### Années 1970
- 1970 : Le Cœur fou de Jean-Gabriel Albicocco : Clara Noël
- 1971 : Le Petit Matin de Jean-Gabriel Albicocco : Éva
- 1971 : Aussi loin que l'amour de Frédéric Rossif : la femme du bar
- 1978 : On peut le dire sans se fâcher (La Belle Emmerdeuse) de Roger Coggio : la mère de Pauline
- 1978 : L'Amant de poche de Bernard Queysanne : Madame Josée
- 1978 : Une histoire simple de Claude Sautet : la mère
- 1979 : Corps à cœur de Paul Vecchiali : la mère
- 1979 : Les Sept Jours en janvier (Siete días de enero) de Juan Antonio Bardem : Adelaïda

#### Années 1980 et 90
- 1982 : J'ai épousé une ombre de Robin Davis : Madame Meyrand
- 1985 : Hors-la-loi de Robin Davis : la femme du ranch
- 1988 : Camille Claudel de Bruno Nuytten : Louise-Athanaise Claudel
- 1994 : L'Ours en peluche de Jacques Deray : Madame Rivière

### Télévision
- 1962 : Chéri de François Chatel : Léa
- 1971 : Le Sixième Sens de Louis Grospierre : Mme de la Pommeray
- 1971 : Un soir chez Norris de Pierre Matteuzzi : Sophie Germont
- 1972 : Au théâtre ce soir : Noix de coco de Marcel Achard, mise en scène Jean Meyer, réalisation Pierre Sabbagh, Théâtre Marigny : Caroline
- 1972 : Au théâtre ce soir : Adorable Julia de Marc-Gilbert Sauvajon, mise en scène René Clermont, réalisation Georges Folgoas, Théâtre Marigny : Julia
- 1974 :: La Voix humaine de Jean Cocteau, mise en scène de Jean Marais[8]
- 1980 : La Fortune des Rougon d'Yves-André Hubert d'après Émile Zola : Adélaïde Rougon
- 1980 : Les Dames de cœur de Paul Siegrist : Lucienne
- 1980 : L'Homme aux chiens de Bruno Gantillon : Geneviève
- 1981 : Cinq-Mars de Jean-Claude Brialy : Marie de Médicis
- 1982 : Les Longuelune de Jean-Daniel Verhaeghe : Alphonsine
- 1982 : La Tendresse de Bernard Queysanne : la dame
- 1982 : Mozart de Marcel Bluwal : Mme Weber
- 1982 : Les Dames à la licorne de Lazare Iglesis : Lady Augusta
- 1983 : Un adolescent d'autrefois d'André Michel : Mme Gajac
- 1983 : La Métamorphose de Jean-Daniel Verhaeghe : la mère
- 1984 : Le Dialogue des Carmélites de Pierre Cardinal : Mme Lidoine (la nouvelle prieure)
- 1985 : La Mule de corbillard de Claude Vajda : Madeleine
- 1985 : La Sorcière de Couflens de Gérard Guillaume
- 1988 : Les Tisserands du pouvoir (série télévisée) de Claude Fournier
- 1989 : Le Masque, épisode Le Repos de Bacchus d'Hervé Baslé : La comtesse Raffaelli
- 1991 : Un été alsacien de Maurice Frydland
- 1992 : Mes coquins de Jean-Daniel Verhaeghe : Dorothée
- 1992 : Pour le meilleur et pour le pire (Terror Stalks the Class Reunion) de Clive Donner : Madame Delalande
- 1993 : L'Affaire Seznec d'Yves Boisset : Madame Seznec
- 1994 : La Rage au cœur de Robin Davis : Madame Lignel
- 1994 : La Récréation de Nicolas Ribowski : Reine Rippert
- 1995 : L'Enfant en héritage de Josée Dayan : Rita Schomberg

## Théâtre
- 1942 : Une grande fille toute simple d'André Roussin, mise en scène Louis Ducreux, avec Gérard Philipe, Casino des Fleurs, Cannes (création)[9]
- 1944 : Une grande fille toute simple d'André Roussin, mise en scène Louis Ducreux, Théâtre des Ambassadeurs
- 1946 : Le Secret d'Henry Bernstein, mise en scène Pierre Dux, tournée
- 1949 : La Soif de Henry Bernstein, Théâtre des Ambassadeurs
- 1951 : Un Tramway nommé désir de Tennessee Williams, Théâtre des Champs-Élysées
- 1952 : La Dame de trèfle de Gabriel Arout, mise en scène Michel Vitold, Théâtre Saint-Georges
- 1954 : N'importe quoi pour elle de Steve Passeur, mise en scène Georges Douking, Théâtre Gramont
- 1954 : Adorable Julia de Marc-Gilbert Sauvajon et Guy Bolton d'après Somerset Maugham, mise en scène Jean Wall, Théâtre du Gymnase
- 1957 : Le Jeu de la vérité de José Luis de Vilallonga, mise en scène Pierre Valde, Théâtre du Gymnase
- 1957 : Adorable Julia de Marc-Gilbert Sauvajon et Guy Bolton d'après Somerset Maugham, mise en scène Jean Wall, Théâtre du Gymnase
- 1958 : La Dame de trèfle de Gabriel Arout, mise en scène Michel Vitold, Théâtre du Gymnase
- 1959 : La Copie de Madame Aupic d'après Gian-Carlo Menotti, adaptation Albert Husson, mise en scène Daniel Ceccaldi, Théâtre Fontaine, Théâtre des Célestins
- 1960 : Noix de coco de Marcel Achard, mise en scène Jean Meyer, Théâtre de Paris
- 1961 : Tartuffe de Molière, mise en scène Jean Meyer, Théâtre du Palais-Royal
- 1961 : Adélaïde de Jean-Louis Curtis, mise en scène Daniel Ceccaldi, Théâtre des Ambassadeurs
- 1962 : Adorable Julia de Marc-Gilbert Sauvajon et Guy Bolton d'après Somerset Maugham, Théâtre Sarah Bernhardt
- 1963 : L'Âge idiot de Jean Meyer, mise en scène Maurice Guillaud, Théâtre du Gymnase, Théâtre Edouard VII
- 1964 : Qui a peur de Virginia Woolf ? d’Edward Albee, mise en scène Franco Zeffirelli, Théâtre de la Renaissance
- 1966 : Adorable Julia de Marc-Gilbert Sauvajon d’après Somerset Maugham, mise en scène Jean-Laurent Cochet, avec Jean Marais
- 1967 : Adorable Julia de Marc-Gilbert Sauvajon d'après Somerset Maugham, mise en scène Jean-Laurent Cochet, Théâtre des Célestins, tournée Karsenty-Herbert
- 1967 : Rupture d'André Roussin, mise en scène Jean-Laurent Cochet, Théâtre Saint-Georges
- 1967 : L'Amour au théâtre composé de Rupture d'André Roussin, À la nuit la nuit de François Billetdoux, Le Plaisir de rompre de Jules Renard, mises en scène Jacques-Henri Duval, Théâtre Saint-Georges, Théâtre des Célestins
- 1969 : Macbeth de William Shakespeare, mise en scène Jean Meyer, Théâtre des Célestins
- 1971 : Le Locataire de Joe Orton, mise en scène Jacques Mauclair, Théâtre Moderne
- 1972 : Adorable Julia de Marc-Gilbert Sauvajon et Guy Bolton d'après Somerset Maugham, mise en scène René Clermont, Théâtre Marigny
- 1972 : Messe pour un sacre viennois de Bernard Da Costa, France Culture, nouveau répertoire dramatique
- 1973 : Virgule de Roger Hanin, Théâtre Daunou
- 1975 : Colombe de Jean Anouilh, mise en scène Jean Anouilh et Roland Piétri, Théâtre des Célestins
- 1977 : Les Parents terribles de Jean Cocteau, mise en scène Jean Marais, Théâtre Antoine
- 1986 : La Villa bleue de Jean-Claude Brisville, mise en scène Pierre Boutron, Espace Cardin
- 1994 : La Folle de Chaillot de Jean Giraudoux, mise en scène Jean-Luc Tardieu, Maison de la Culture de Loire-Atlantique Nantes
- Mère Courage et ses enfants de Bertolt Brecht

### Publications
- Madeleine Robinson, Les Canards majuscules (À jeu découvert), Éditions Robert Laffont, Paris, 1978.
- Madeleine Robinson (préf. Claude Dauphin), Belle et Rebelle, Lausanne, Éditions Publi-Libris, 2001, 220 p. (ISBN 2-940251-01-0, présentation en ligne)Réédition de l'autobiographie Les Canards majuscules (nouvelle édition augmentée).

## Distinctions

### Décorations
- Officier de la Légion d’honneur et de l'ordre national du Mérite.
- Commandeur des Arts et des Lettres.

### Récompenses
- Victoire du cinéma français 1952 : Victoire de la meilleure actrice pour Le Garçon sauvage.
- Mostra de Venise 1959 : Coupe Volpi pour la meilleure interprétation féminine pour À double tour.
- Prix du Syndicat de la critique 1965 : Prix de la meilleure comédienne pour Qui a peur de Virginia Woolf ?
- Molières 2001 : Molière d'honneur.